# Ратко Кацијан
Ратко Кацијан (Задар, 18. јануар 1917 — Загреб, 18. јун 1949) је био хрватски и југословенски фудбалер.

## Биографија
Почео је да игра са 14 година у ШК Приморац из Биограда на мору. Кад су му се родитељи преселили у Шибеник играо је за НК Освит, а 1937. постао је првотимац загребачког ХАШК-а, с којим је 1938. освојио Првенство Југославије 1937/38.
После овог успеха прелази у сплитски Хајдук, у коме, због напада на судију, бива доживотно дисквалификован. Касније му је казна смањена на две године, а на крају је био - помилован. После тога био је примеран у сваком погледу. Из Сплита се вратио у ХАШК. У том периоду одиграо је 10 утакмица за репрезентацију Хрватске и постигао један гол. 
Од 1944. године био је учесник НОБ-а.
Као изразити нападач и одличан градитељ, посебно се истицао борбеношћу и срчаном игром. Одмах по оснивању загребачког Динама постао је његов члан и у периоду 1945–1949. одиграо је за „плаве“ 102 утакмице и постигао седам лигашких голова.
Иако је био одличан фудбалер, само једанпут је играо за репрезентацију Југославије. Дебитовао је на првој међународној утакмици после Другог светског рата 9. маја 1946. против Чехословачке (2:0) у Прагу. На овој утакмици од предратних репрезентативаца играли су само Фране Матошић и Бранко Плеше, а сви остали су били дебитанти: Звонко Монсидер, Бранко Станковић, Љубомир Кокеза, Иван Хорват, Кирил Симоновски, Коста Томашевић, Рајко Митић, Стјепан Бобек и Ратко Кацијан.
Био је тренер у ХАШК-у и после рата у загребачком Милиционару. Умро је од запаљења срчаних залистака у лето 1949. у 32. години.
На успомену на овог сјајног фудбалера, омладинска фудбалска школа Динама „Хитрец-Кацијан“ носи име Ивана Хитреца и Ратка Кацијана.